# Racing Engineering
Racing Engineering est une écurie de sport automobile espagnole fondée en 1999 par Alfonso de Orleans-Borbón. L'écurie est basée à Sanlúcar de Barrameda, près de Jerez de la Frontera.
Elle est la première écurie espagnole à participer aux 24 Heures du Mans en 2000.
L'équipe a annoncé ne pas participer au championnat 2018 de FIA F2.

## Palmarès

### Résultats en GP2 Series
| Saison | Châssis            | Pilotes            | Pays        | GP disputés | Victoires | Poles | Meilleurs tours en course | Points | Classement pilote | Classement écurie |
| ------ | ------------------ | ------------------ | ----------- | ----------- | --------- | ----- | ------------------------- | ------ | ----------------- | ----------------- |
| 2005   | Dallara-Mecachrome | Neel Jani          | Suisse      | 23          | 2         | 1     | 0                         | 48     | 7e                | 5e                |
| 2005   | Dallara-Mecachrome | Borja Garcia       | Espagne     | 22          | 0         | 0     | 0                         | 17,5   | 14e               | 5e                |
| 2006   | Dallara-Mecachrome | Adam Carroll       | Royaume-Uni | 21          | 0         | 0     | 0                         | 33     | 8e                | 7e                |
| 2006   | Dallara-Mecachrome | Javier Villa       | Espagne     | 21          | 0         | 0     | 0                         | 0      | 26e               | 7e                |
| 2007   | Dallara-Mecachrome | Javier Villa       | Espagne     | 21          | 3         | 0     | 0                         | 42     | 5e                | 6e                |
| 2007   | Dallara-Mecachrome | Sérgio Jimenez     | Brésil      | 5           | 0         | 0     | 0                         | 4      | 24e               | 6e                |
| 2007   | Dallara-Mecachrome | Ernesto Viso       | Venezuela   | 3           | 0         | 0     | 0                         | 0      | 29e               | 6e                |
| 2007   | Dallara-Mecachrome | Filipe Albuquerque | Portugal    | 2           | 0         | 0     | 0                         | 0      | 32e               | 6e                |
| 2007   | Dallara-Mecachrome | Marcos Martínez    | Espagne     | 8           | 0         | 0     | 0                         | 5      | 22e               | 6e                |
| 2008   | Dallara-Mecachrome | Javier Villa       | Espagne     | 20          | 0         | 0     | 0                         | 8      | 17e               | 4e                |
| 2008   | Dallara-Mecachrome | Giorgio Pantano    | Italie      | 20          | 4         | 4     | 4                         | 76     | 1er               | 4e                |
| 2009   | Dallara-Mecachrome | Lucas di Grassi    | Brésil      | 20          | 1         | 1     | 1                         | 63     | 3e                | 4e                |
| 2009   | Dallara-Mecachrome | Dani Clos          | Espagne     | 20          | 0         | 0     | 0                         | 4      | 21e               | 4e                |
| 2010   | Dallara-Mecachrome | Dani Clos          | Espagne     | 20          | 1         | 1     | 1                         | 51     | 4e                | 4e                |
| 2010   | Dallara-Mecachrome | Christian Vietoris | Allemagne   | 18          | 1         | 0     | 0                         | 29     | 9e                | 4e                |
| 2010   | Dallara-Mecachrome | Ho-Pin Tung†       | Chine       | 2           | 0         | 0     | 0                         | 0      | 28e               | 4e                |
| 2011   | Dallara-Mecachrome | Dani Clos          | Espagne     | 18          | 0         | 0     | 0                         | 30     | 9e                | 3e                |
| 2011   | Dallara-Mecachrome | Christian Vietoris | Allemagne   | 14          | 2         | 1     | 2                         | 35     | 7e                | 3e                |
| 2011   | Dallara-Mecachrome | Álvaro Parente‡    | Portugal    | 4           | 0         | 0     | 0                         | 8      | 16e               | 3e                |
| 2012   | Dallara-Mecachrome | Fabio Leimer       | Suisse      | 24          | 0         | 1     | 2                         | 152    | 7e                | 4e                |
| 2012   | Dallara-Mecachrome | Nathanaël Berthon  | France      | 24          | 0         | 0     | 0                         | 60     | 12e               | 4e                |
| 2013   | Dallara-Mecachrome | Fabio Leimer       | Suisse      | 23          | 3         | 1     | 1                         | 201    | 1er               | 3e                |
| 2013   | Dallara-Mecachrome | Julián Leal        | Colombie    | 23          | 0         | 0     | 0                         | 62     | 12e               | 3e                |

### Résultats en Championnat d'Espagne F3

#### 2001
- Champion par équipe en 2001
- Champion des pilotes avec Ander Vilarino en 2001

#### 2002
- Champion par équipe en 2002

#### 2003
- Champion par équipe en 2003
- Champion des pilotes avec Ricardo Mauricio en 2003

#### 2004
- Champion par équipe en 2004
- Champion des pilotes avec Borja Garcia

#### 2005
- Champion par équipe en 2005

#### 2006
- Champion par équipe en 2006

### Résultats en World Series by Nissan

#### 2002
- Champion par équipe[3]